# Метод добавок
Ме́тод доба́вок (англ. addition technique) — метод визначення вмісту невідомого компоненту у пробі на основі результатів вимірювання аналітичного сигналу проби та сигналу зразка проби, до якого додано відому кількість визначуваного компоненту.

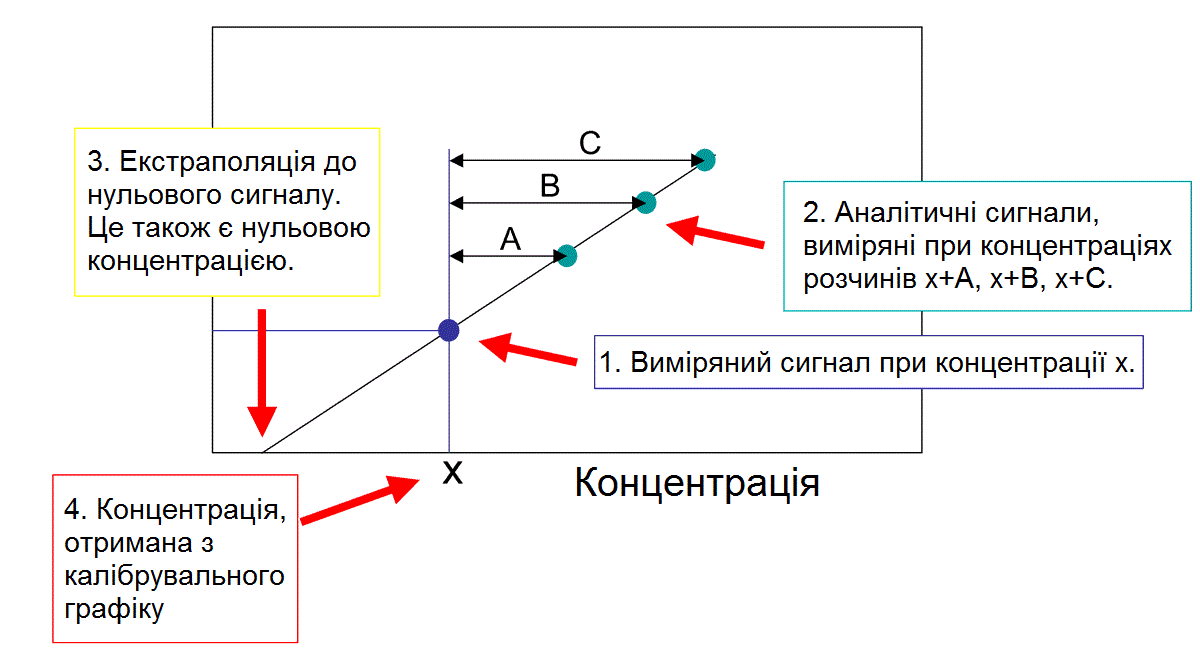
Графік лінійної залежності

Адитивний аналітичний сигнал (наприклад, світлопоглинання) має лінійну залежність від концентрації:
Ix = k · Cx,
де k — коефіцієнт залежності.
При внесенні у пробу добавки із відомою концентрацією відповідного компоненту (A) і створенні однакових об'ємів проб значення сигналу набуде вигляду:
Ix+A = k · (Cx+ CA), звідки
Cx = CA · {\displaystyle \mathrm {\frac {I_{x}}{I_{x+A}-I_{A}}} }
Також можливе графічне розв'язання задачі. Для цього на основі отриманих даних будують графік залежності результатів вимірювань від концентрації добавок, який екстраполюють до перетину з віссю концентрації (котрий відповідає нульовій концентрації). Відрізок на осі X між точкою перетину і абсцисою сигналу при концентрації x є значенням шуканої концентрації.
Метод вимагає чіткої лінійної залежності між сигналом і концентрацією.